# Hosur
Hosur là một thành phố và khu đô thị của quận Dharmapuri thuộc bang Tamil Nadu, Ấn Độ.

## Địa lý
Hosur có vị trí 12°43′B 77°49′Đ / 12,72°B 77,82°Đ Nó có độ cao trung bình là 879 mét (2883 feet).

## Nhân khẩu
Theo điều tra dân số năm 2001 của Ấn Độ, Hosur có dân số 84.314 người. Phái nam chiếm 53% tổng số dân và phái nữ chiếm 47%. Hosur có tỷ lệ 75% biết đọc biết viết, cao hơn tỷ lệ trung bình toàn quốc là 59,5%: tỷ lệ cho phái nam là 80%, và tỷ lệ cho phái nữ là 70%. Tại Hosur, 13% dân số nhỏ hơn 6 tuổi.